# Peligro natural
Importantes áreas del mundo se encuentran sujetas a los riesgos naturales.  Los terremotos, las erupciones volcánicas, las sequías, las inundaciones y los huracanes, detienen el desarrollo por sus impactos directos, indirectos y acumulados.  Existe una estrecha relación mutua entre el deterioro del ambiente y los peligros naturales.La erosión del suelo, la deforestación, la desertificación y la degradación costanera, aumentan el riesgo de los eventos extremos; a la vez los peligros naturales avanzan la degradación ambiental.  Es más, el potencial para ocasionar pérdidas humanas y económicas se relaciona directamente con su vulnerabilidad ante los peligros naturales
La adaptabilidad y sostenibilidad del desarrollo puede ser, significativamente, mejorada al reducir su vulnerabilidad ante los desastres.  Se puede reducir las pérdidas a raíz de los peligros naturales, mediante estrategias apropiadas de planificación y administración.  La planificación y administración adaptable a los desastres, debe basarse en una buena comprensión del riesgo que presenta el peligro natural; y este entendimiento debe ser incorporado en la planificación social y económica.  Además, los escenarios en torno al cambio climático indican una posible elevación del nivel del mar, aumento en las sequías severas, cambios en las zonas agrícolas y huracanes más frecuentes, subrayando la necesidad de una eficiente mitigación y preparación.

## Relación con las inversiones
Durante la última década, los eventos extremos han aumentado en número e impacto, obstaculizando gravemente el proceso de desarrollo y requiriendo una substancial reasignación de recursos destinados para el desarrollo, el socorro y la recuperación. La vulnerabilidad ante los desastres naturales aumenta debido a la continua degradación ambiental, crecimiento demográfico, ubicación de inversiones en áreas vulnerables, y concentración de infraestructura e industrias en áreas sujetas a los desastres. En los años fiscales 1988 y 1989, el monto total de recursos financiero destinados para la recuperación de las emergencias - incluyendo las asignaciones para operaciones existentes y nuevos proyectos de recuperación de emergencias - ascendió al 4% del portafolio crediticio total del Banco Mundial. Esta importante cantidad señala la necesidad de: 
- Aumentar la adaptabilidad de los países miembros ante los desastres.
- Incorporar en las decisiones de inversión el manejo de los riesgos naturales.

Los peligros naturales son de interés práctico para todo sector crediticio de los organismos financieros y para cada región de operaciones. Las inversiones para el desarrollo, en diferentes sectores: industria, energía, educación, salud, agricultura y desarrollo urbano - son vulnerables a la destrucción debido a los eventos extremos.  En muchos países, es limitada la capacidad existente en el sector público y privado para tratar el riesgo natural e integrar la prevención y mitigación de los desastres en un programa de desarrollo. Además, es limitado el entendimiento en torno al potencial impacto económico y financiero que presenta el riesgo natural.
Por ejemplo, en el sector industrial, la decisión de ubicar una inversión dada en un área sujeta a eventos intensos, implica asumir un riesgo con dicha inversión en general y, específicamente, con la planta física y el bienestar de sus empleados. Si la inversión es destruida por un evento extremo, la verdadera medida del impacto negativo no es sencillamente el valor de los bienes perdidos, sino dicha pérdida, más las rentas eliminadas por la duración de la paralización de la industria, más los ingresos e inversiones adicionales que habrían acumulado de los efectos indirectos y multiplicadores de una empresa alternativa, próspera y adaptable a los riesgos. Las empresas adaptables a los riesgos en estos casos, así sean más costosas inicialmente, resultarían finalmente en un uso más eficiente de los recursos.  Ejemplos similares pueden tomarse de otros sectores como infraestructura, energía, agricultura, salud, educación y vivienda.
Los motivos más notables por los que generalmente no se integran en los programas de desarrollo los riesgos naturales son: 
- una comprensión inadecuada de las opciones atenuantes para evitar o reducir las pérdidas catastróficas.
- debilidad institucional.
- mecanismos inapropiados para la recolección y procesamiento de los datos necesarios acerca de los riesgos naturales.
- la falta de una política coordinada para la reducción intersectorial de los riesgos.
- insuficiente énfasis en la implementación y control de la atenuación.

## Experiencia del Banco Mundial
Desde su creación en 1947, el Banco Mundial ha sido solicitado para proporcionar ayuda en unos 100 casos de destrucción debido a desastres naturales, como inundaciones, huracanes, terremotos, erupciones volcánicas e incendios forestales.  Algunos ejemplos de los países que han recibido ayuda para la recuperación de las emergencias son:
- Para inundaciones:  Bangladés, Pakistán, Sudán, Brasil, Nepal, Yemen, India, Honduras, Nicaragua, Perú, Rumania, y Samoa Occidental .

- Para terremotos:  México, Nicaragua, Perú, Rumania, Guatemala, el Ecuador y Nepal .

- Para huracanes : Costa Rica, Jamaica, México, Madagascar, República Dominicana, Suazilandia, Fiyi, Marruecos y Bangladés.

- Para erupciones volcánicas : Colombia e Islandia.

- Para incendios forestales : China.

La mitigación y prevención de los desastres es hoy el principal objetivo de la Década Internacional para la Prevención de los Desastres Nacionales, declarada por las Naciones Unidas en los 1990. Las agencias tanto internacionales como nacionales se encuentran actualmente elaborando programas para la década, con la participación significativa de las ONG y del sector privado. La reducción del riesgo de los peligros naturales es también la principal preocupación actual en las numerosas iniciativas bajo consideración relativas al cambio global del clima. Esta última, más el potencial aumento en los eventos extremos, se está analizando en varios foros internacionales, incluyendo, entre otros, el Panel Intergubernamental sobre el Cambio Climático (PICC) y las Conferencias de la ONU sobre el Medio Ambiente.

## Políticas y directivas operacionales recomendables
Es recomendable que las evaluaciones ambientales analicen si el proyecto puede ser afectado o no por peligros naturales, y, en caso de ser así, que propongan medidas específicas para mitigar estos efectos.
Los principales criterios para montar una operación crediticia dirigida a paliar emergencias incluyen:
- enfoque en la reconstrucción y recuperación económica, más bien que en el socorro;
- beneficios económicos demostrables (aun si no son fácilmente cuantificables);
- escala significativa, pero, sin embargo, de naturaleza temporal, del impacto de la emergencia;
- urgencia y eficacia de la acción a corto o mediano plazo; y
- prospectos para mitigar el impacto de futuras emergencias.

Las políticas para reducir el impacto de futuras emergencias son: 
- al elaborar estrategias y programas nacionales de planificación e inversión, prestar atención a los riesgos naturales de gran escala;
- estrecha colaboración en esta área con las comunidades oficiales internacionales, de las ONG y de la sociedad civil;
- mayor énfasis en tecnologías para reducir los peligros naturales; y,
- inclusión de componentes de prevención y/o mitigación donde sean apropiados, en la planificación de intervenciones regulares así como en las operaciones crediticias de emergencia.

## Orientación para las evaluaciones ambientales
El proceso de la evaluación ambiental proporciona un marco dentro del cual se puede analizar los riesgos naturales y evaluar los costos y beneficios de la prevención y mitigación de los desastres.  También sirve como vehículo para el análisis de las alternativas de desarrollo, sin impactos negativos, sobre la vulnerabilidad ante los desastres, y para identificar medidas de prevención y reducción de pérdidas para los desastres.
Al evaluar los riesgos naturales, es importante considerar las calidades y características específicas de los diferentes tipos de agentes de desastre, así como sus potenciales efectos directos y secundarios.  Por ejemplo, el daño causado por los huracanes podría provenir del efecto directo de los violentos vientos y fuertes lluvias, y de los efectos secundarios de la inundación de los ríos, el oleaje de la tormenta y los deslaves.  Los terremotos pueden tener numerosos efectos directos e indirectos como tsunamis, incendios y deslaves.  También es importante identificar aquellas actividades capaces de aumentar el potencial para eventos extremos.  Por ejemplo, la deforestación degrada las cuencas hidrográficas, promueve la erosión y degradación del suelo, y aumenta las inundaciones.  Los datos compilados sobre la mutua relación entre los peligros naturales y el desarrollo, deben presentar un perfil actualizado para la evaluación de los riesgos así como para fines de respuesta.
La evaluación ambiental de los riesgos naturales incluye lo siguiente:
- Identificar peligros naturales específicos, incluyendo las características de los mismos, su distribución, intensidad, calidad, y registros históricos para revisar su frecuencia, y la probabilidad de presentación y características regionales y locales.

- Identificar los sectores críticos en la economía y los recursos naturales que podrían ser impactados por los peligros identificados, analizar las restricciones y conflictos que podrían ser impuestos por los peligros naturales sobre cada sector pertinente y sobre los recursos naturales, e identificar las posibles acciones estructurales y no estructurales requeridas para mitigar los riesgos.

- Para cada sector o área en peligro, evaluar su grado de vulnerabilidad incluyendo instalaciones, infraestructura y población expuesta y especificar los mecanismos que podrían ayudar en la reducción de las vulnerabilidades identificadas.

- Para cada sector o área en riesgo, examinar las normas, criterios de diseño y prácticas de mantenimiento que podrían aumentar la vulnerabilidad, y hacer los cambios apropiados para ayudar en su reducción.

- Identificar la ubicación de tales instalaciones como plantas hidroeléctricas, plantas de almacenaje del petróleo, plantas de almacenaje de gas, instalaciones o industrias nucleares, que podrían estar expuestas a los riesgos naturales.

- Para las instalaciones/industrias en riesgo, identificar estrategias de reducción de dicho riesgo, incluyendo sitios alternativos, y analizar el costo y efectividad de las diferentes alternativas de reducción.

- Examinar las capacidades institucionales para la prevención y mitigación de los desastres a nivel nacional, regional y local, subrayando los mecanismos de coordinación interinstitucional y las áreas que requieran de fortalecimiento.

- Analizar el rol del sector privado (p.ej. las ONG, los seguros, los bancos, los urbanizadores) tanto en la promoción como en la reducción de la vulnerabilidad en los diferentes sectores o regiones bajo análisis.

- Identificar las capacidades específicas de las ONG locales para las actividades de reducción de la vulnerabilidad, especialmente, en cuanto a la participación comunitaria, educación y capacitación.

- Examinar la existencia/necesidad de políticas para la prevención y mitigación de los desastres y reglamentos a nivel tanto local como nacional.

- Analizar las opciones de desarrollo en términos de su impacto sobre los peligros naturales.

En los países propensos a los desastres, la mayoría de la información que podría ser empleada para la reducción del impacto de los peligros naturales o para la planificación y manejo de pos-desastre, no ha sido aún recolectada, específicamente, para ese propósito.de lo
cual puede ser de una manera confliable de vulneberalidad
- Datos: Q9057896